# Степновский сельский совет (Ямпольский район)
Степновский сельский совет (укр. Степненська сільська рада) — входит в состав
Ямпольского района
Сумской области
Украины.
Административный центр сельского совета находится в 
с. Степное
.

## Населённые пункты совета
- с. Степное
- с. Майское
- с. Феофиловка